# ال إكس سي
ال إكس سي (بالإنجليزية: LXC)‏ وتعني (حاوية لينكس - Linux Containers) هي بيئة إفتراضية على مستوى النظام لتشغيل عدة أنظمة لينكس معزولة (داخل حاويات) على جهاز واحد بنظام لينكس مضيف.
LXC يستخدم ميزة cgroups الموجودة في نواة لينكس والتي تسمح بتحديد أولويات الموارد (المعالج والذاكرة والإدخال-الإخراج، والشبكة، إلخ) دون الحاجة لتغيير الجهاز أو استخدام برنامج آخر مثل فيرشوال بوكس، الوظيفة المتوفرة في نواة لينكس تسمح بإنشاء بيئة معزولة تمامًا للتطبيقات «بيئة العمل، بما في ذلك، الملفات والمجلدات والشبكات، هوية المستخدم وأنظمة الملفات التي تم تركيبها».
يوفر LXC تشغيل أنظمة أخرى من لينكس على مستوى النواة إفتراضيًا من خلال بيئة منفصلة لكنها تعتمد على النظام المضيف، بدلًا من إنشاء جهاز ظاهري كامل. تعتمد LXC على وظيفة cgroups في نواة لينكس التي تم دمجها إنطلاقًا من الإصدار 2.6.24. وهي تعتمد أيضًا على أنواع أخرى من وظائف عزل المساحات تم تطويرها ودمجها في نواة لينكس فيما بعد.

## الأمان
حاويات LXC ليست آمنة مثل أساليب المحاكاة الافتراضية على مستوى النظام مثل OpenVZ: في نواة لينكس قبل 3.8، كان يمكن للمستخدم الجذري للنظام الضيف تشغيل تعليمات برمجية على النظام المضيف مع امتيازات الجذر ، بدءًا من إصدار LXC 1.0 تغير النمط  وأصبح تشغيل الحاويات مثل إنشاء مستخدمين عاديين على المضيف بإمتيازات «حاويات المحرومة». حاويات المحرومين أكثر محدودية لأنهم لا يستطيعون الوصول إلى الجهاز مباشرة.